# Саджівки
Саджі́вки (до 2025 року — Саджі́вка) — село в Україні, у Гримайлівській селищній громаді Чортківського району Тернопільської області. Розташоване на північному сході району. Центр сільради до 2020. При Саджівці є хутір Буда.
Населення — 305 осіб (2024).

## Історія
Перша писемна загдка — 1648.
Діяли «Просвіта» та інші товариства.
1 серпня 1934 року село увійшло до складу новоутвореної сільської гміни Красне Скалатського повіту.
12 червня 2020 року, відповідно до розпорядження Кабінету Міністрів України № 724-р «Про визначення адміністративних центрів та затвердження територій територіальних громад Тернопільської області» увійшло до складу Гримайлівської селищної громади.
19 липня 2020 року, в результаті адміністративно-територіальної реформи та ліквідації Гусятинського району, село увійшло до складу новоутвореного Чортківського району.
5 червня 2025 року постановою Верховної Ради України № 4484-IX село Саджівка було перейменоване на Саджівки.

## Населення

### Мова
Розподіл населення за рідною мовою за даними перепису 2001 року:
| Мова       | Кількість | Відсоток |
| ---------- | --------- | -------- |
| українська | 424       | 99.07%   |
| російська  | 4         | 0.93%    |
| Усього     | 428       | 100%     |

## Символіка
Затверджена 23 жовтня 2020р. рішенням №1303 XLII сесії сільської ради VII скликання. Автори - В.М.Напиткін, С.В.Ткачов, К.М.Богатов.

### Герб
У зеленому щиті з синьої шиповидної бази виходить срібна скеля; база обтяжена срібною рибою. Унизу картуша напис "САДЖІВКА" і рік першої згадки "1648".
Значення назви села – ставок для розведення риби (герб є промовистим). Герб означає місцевість під Товтровим кряжем, в якій розташоване село.

### Прапор
Квадратне полотнище розділене горизонтально шипоподібно на зелену і синю частини (2:1); від бічних точок перетину до середину верхнього пруга виходить білий трикутник. На нижній смузі біла риба, обернена до древка.

## Політика

### Парламентські вибори, 2019
На позачергових парламентських виборах 2019 року у селі функціонувала окрема виборча дільниця № 610248, розташована у приміщенні клубу.
Результати
- зареєстровано 264 виборці, явка 74,24%, найбільше голосів віддано за «Слугу народу» — 25,39%, за «Європейську Солідарність» — 23,32%, за Всеукраїнське об'єднання «Батьківщина» — 13,99%.[6] В одномандатному окрузі найбільше голосів отримав Микола Люшняк (самовисування) — 61,66%, за Ігоря Сопеля (Слуга народу) — 24,24%, за Володимира Бліхаря (Всеукраїнське об'єднання «Батьківщина») — 6,22%[7].

## Релігія
- церкви святого великомученика Димитрія (1911 та 1998, обидві — муровані),
- «фіґура» Матері Божої (1992).

## Пам'ятки
Споруджено пам'ятники полеглим партизанам-ковпаківцям (1967), діячам ОУН і воякам УПА (1992), воїнам-односельцям (1994, скульптор І. Мулярчук), встановлено пам'ятний хрест на честь скасування панщини, насипано символічну могилу УСС (1990).

## Соціальна сфера
Працюють ЗОШ 1 ступ., клуб, бібліотека, ФАП, відділення зв'язку.

## Відомі люди

### Народилися
- Герой соціалістичної праці Ю. Лендюк,
- релігійний і громадсько-політичний діяч С. Мохнацький.
- Сагайдак Андрій Васильович («друг Механік»; 12 грудня 1989 — 20 червня 2024, Донецька область) — український військовослужбовець, учасник російсько-української війни[8][9].
- Шевчук Василь Володимирович (16 січня 1973 — 15 жовтня 2024, с. Новогродівка Покровського району Донецької області) — український військовослужбовець, учасник російсько-української війни[10].

## Галерея

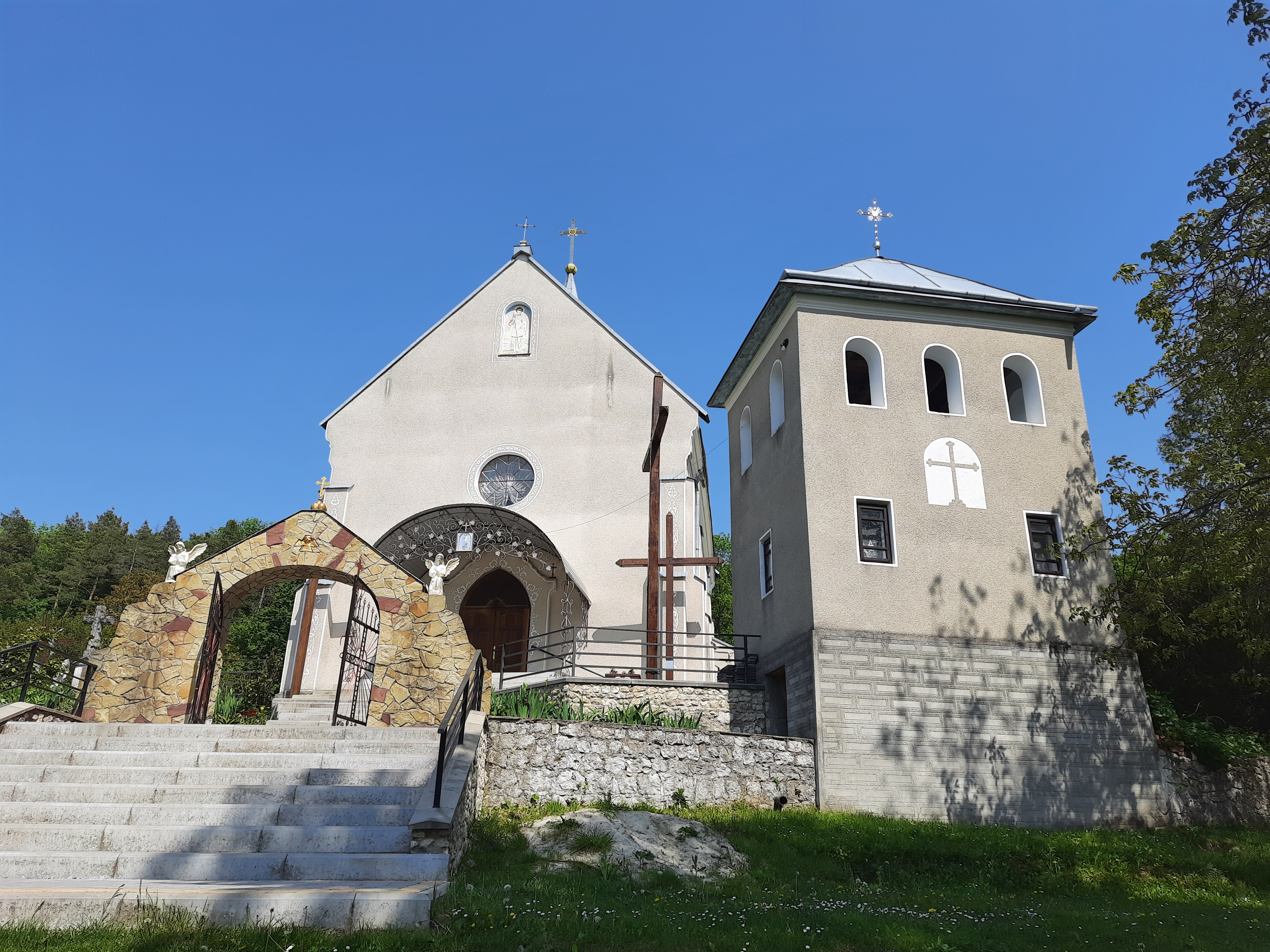
Дмитрівська церква 1911р
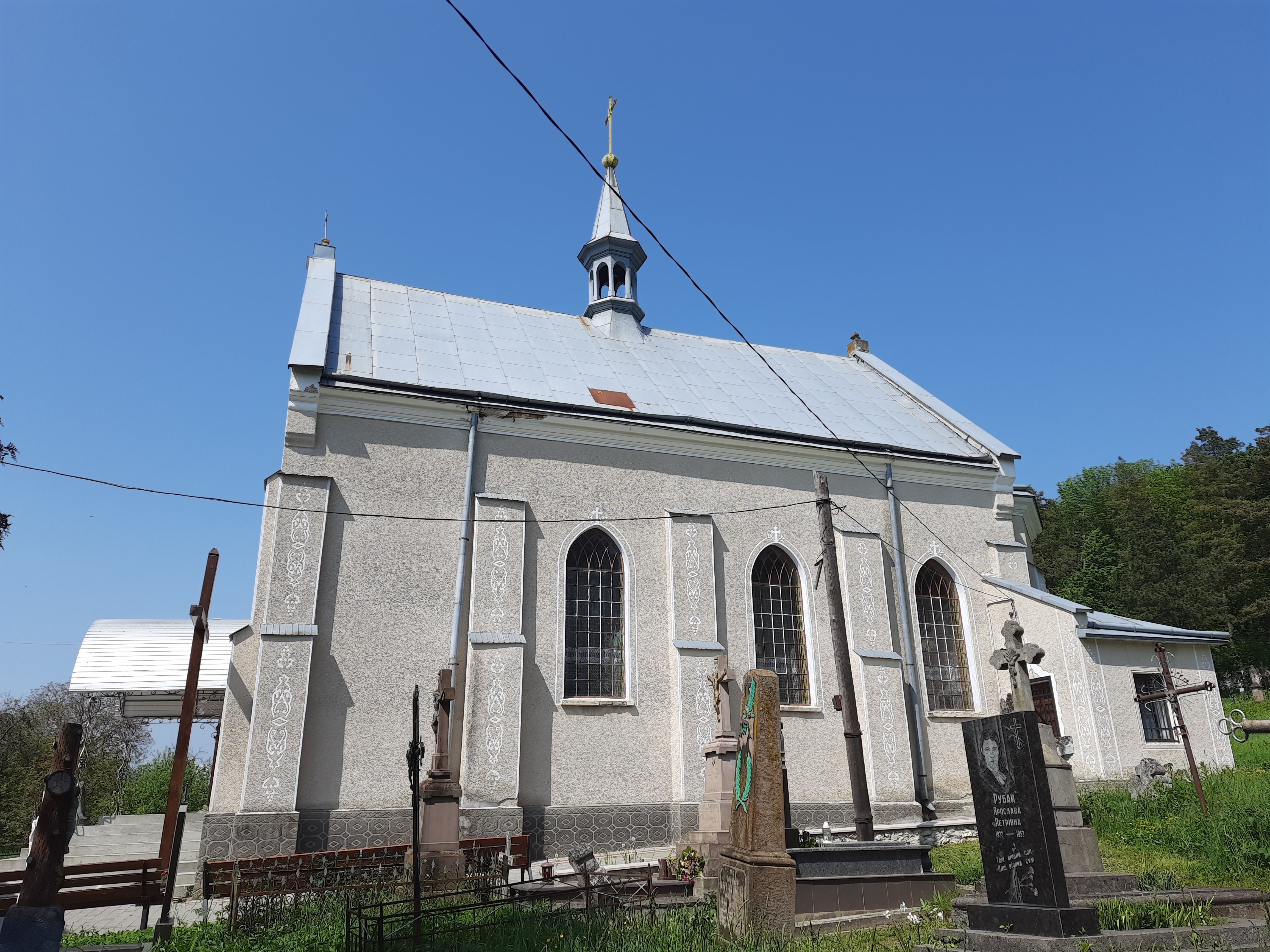
Дмитрівська церква  1911р
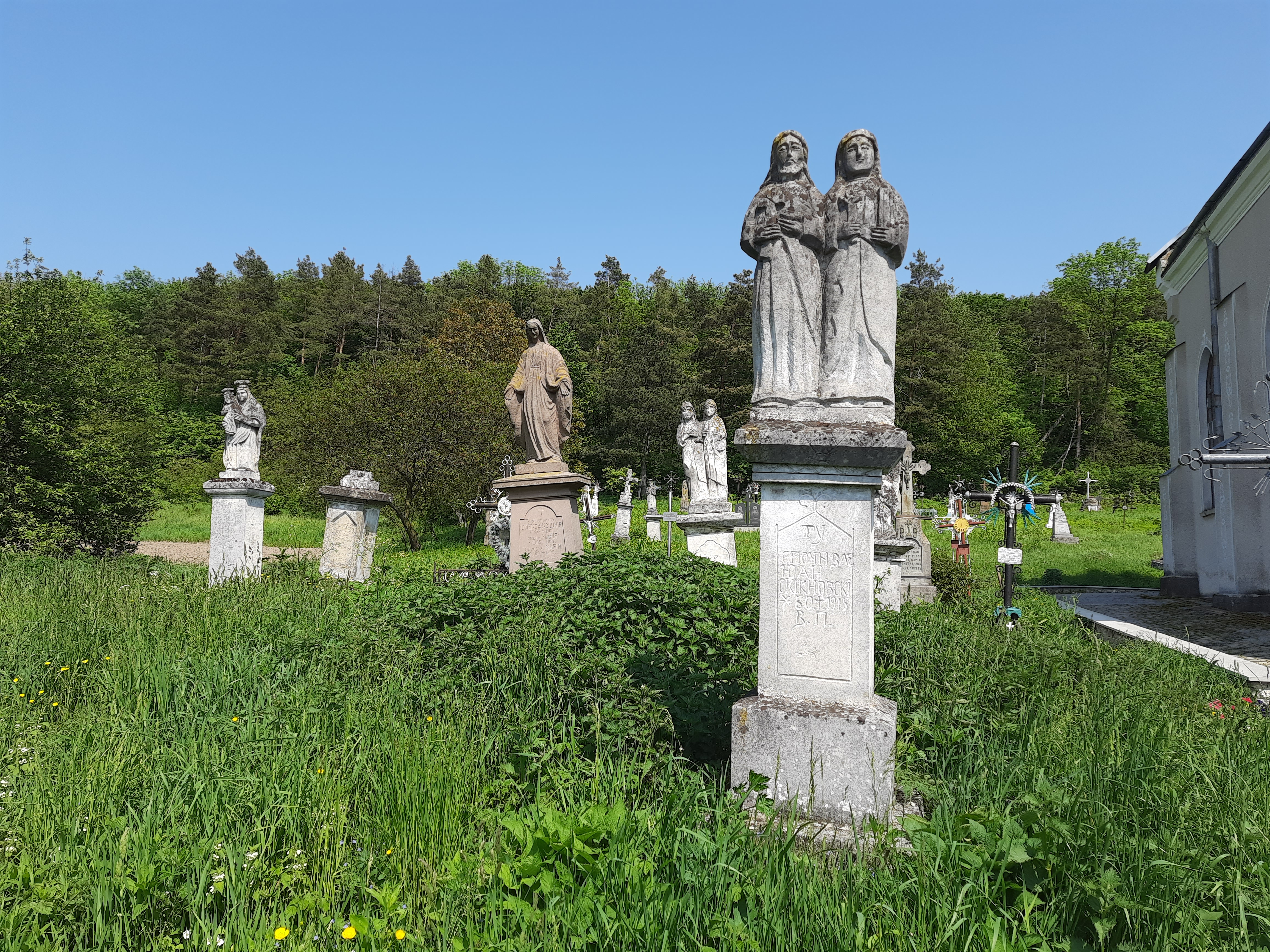
Старий цвинтар біля Дмитрівської церкви
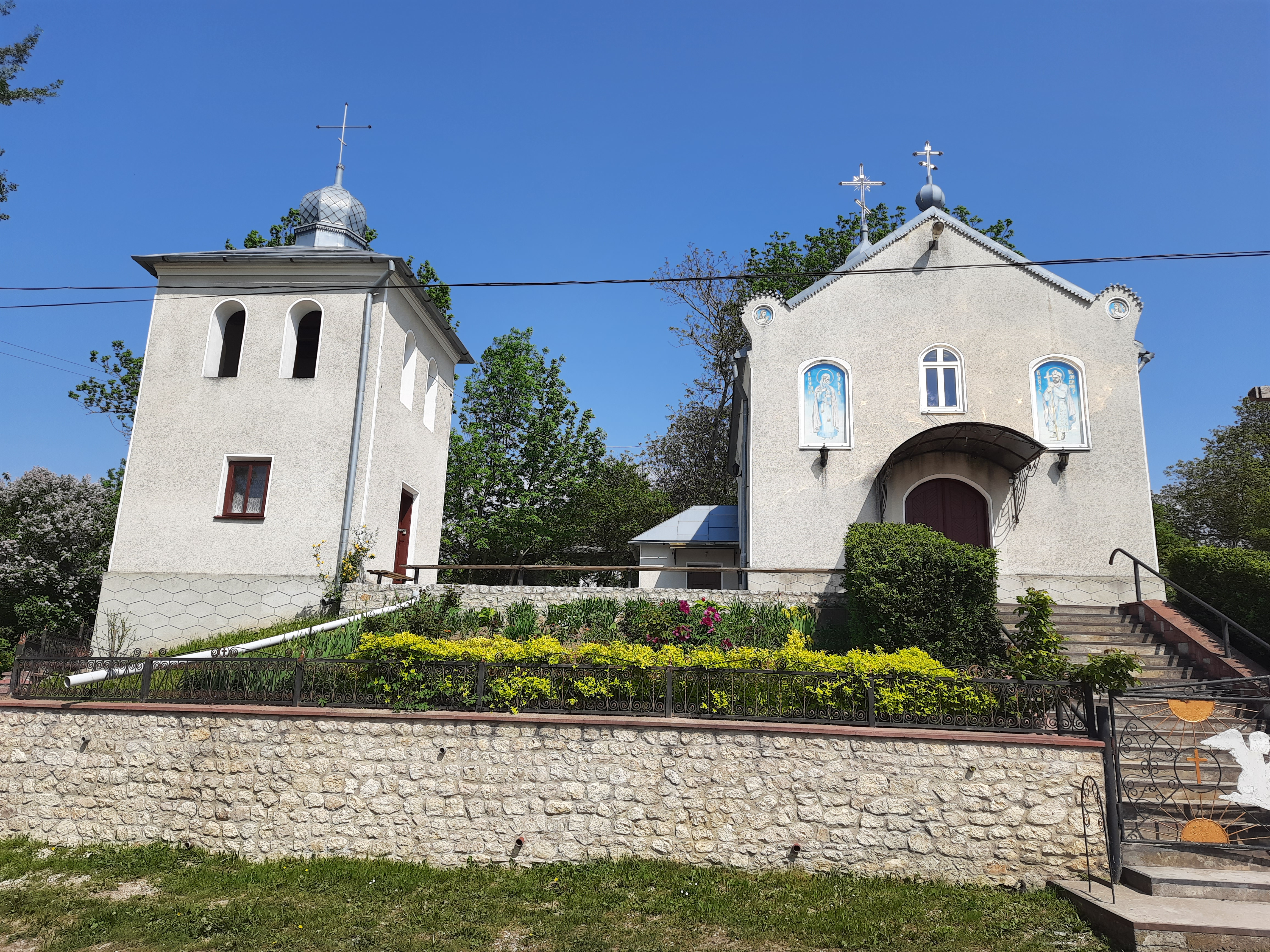
Дмитрівська церква 1998р
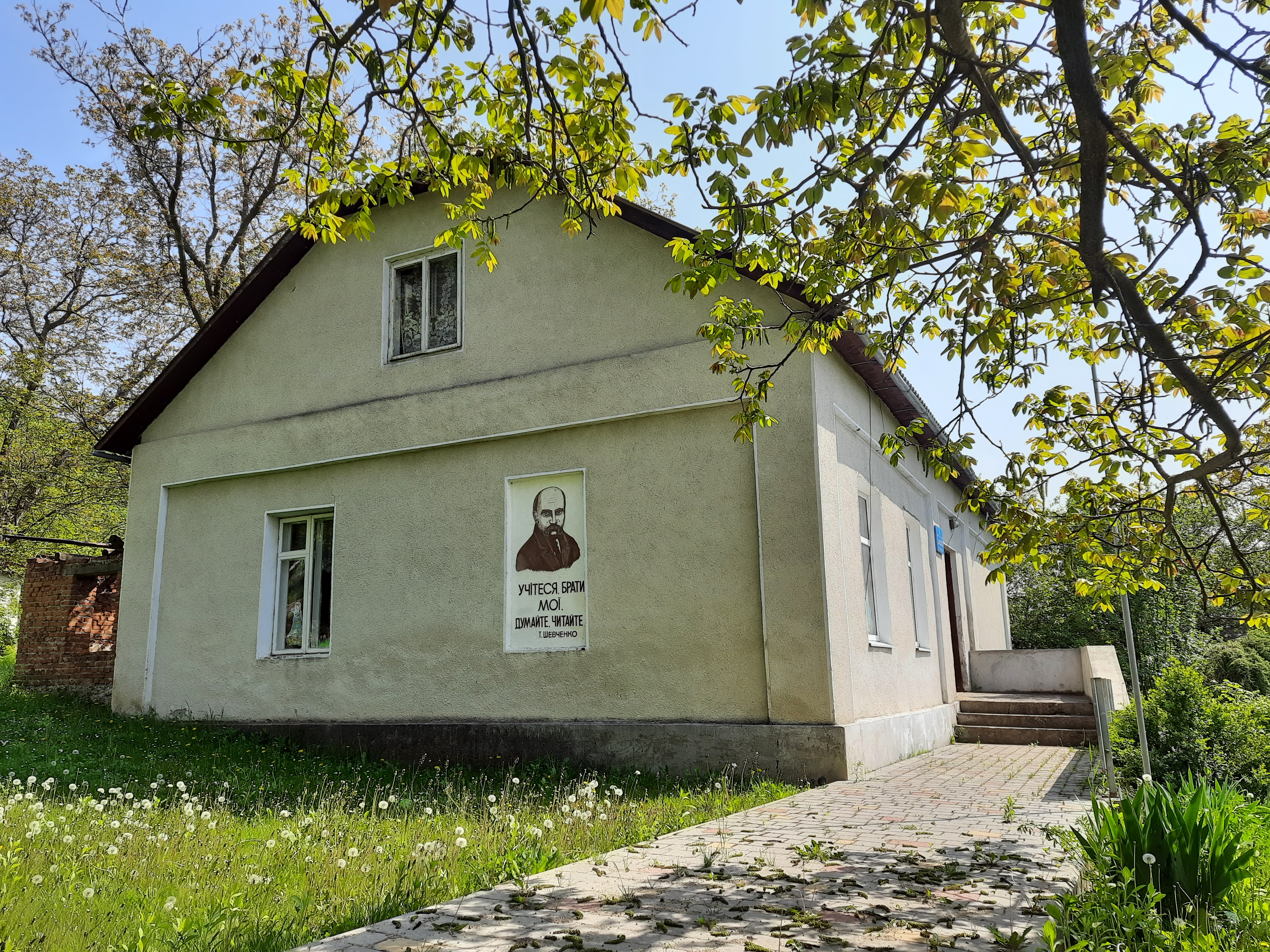
Школа початкових класів
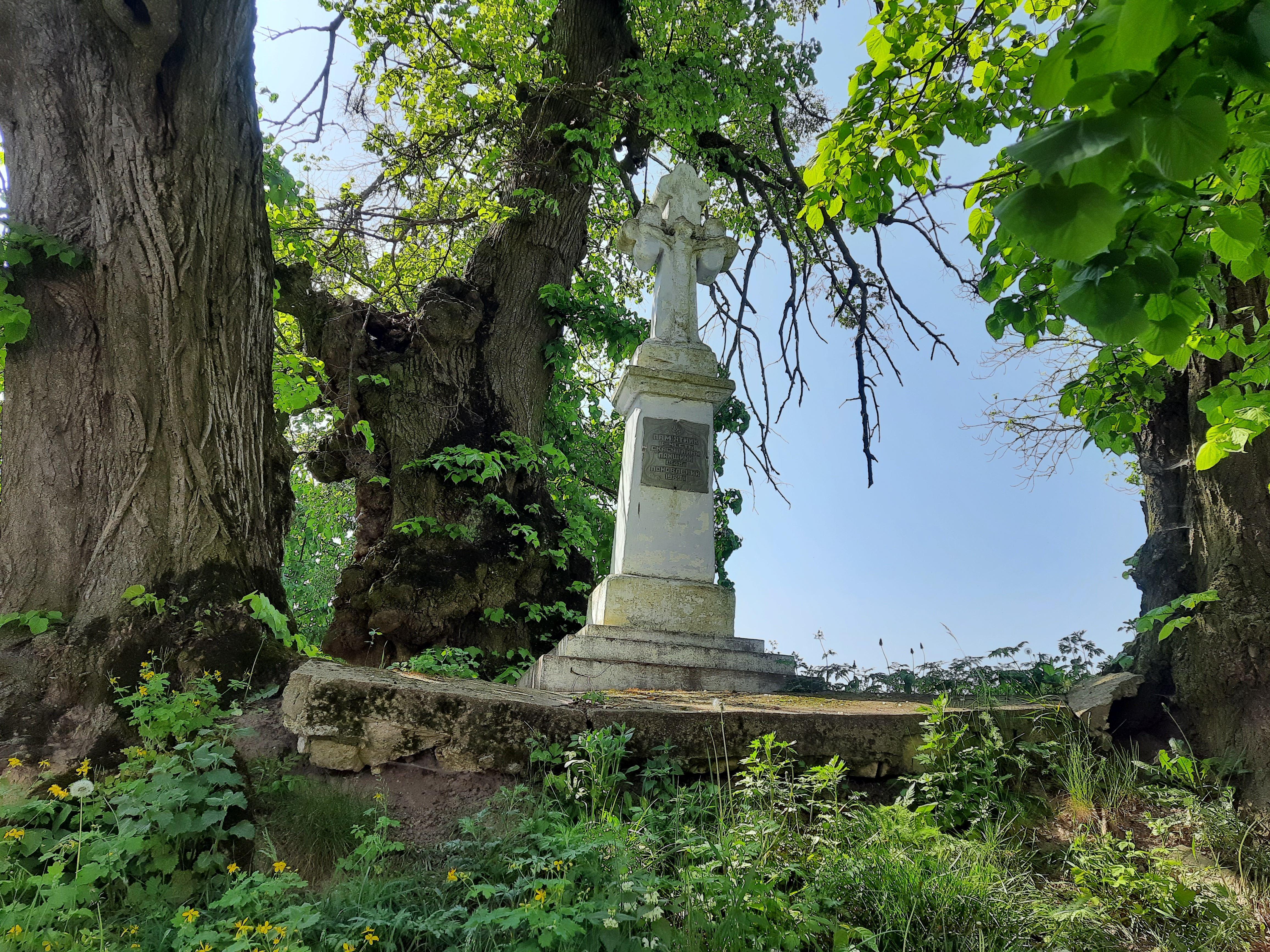
Пам'ятний хрест на честь скасування панщини
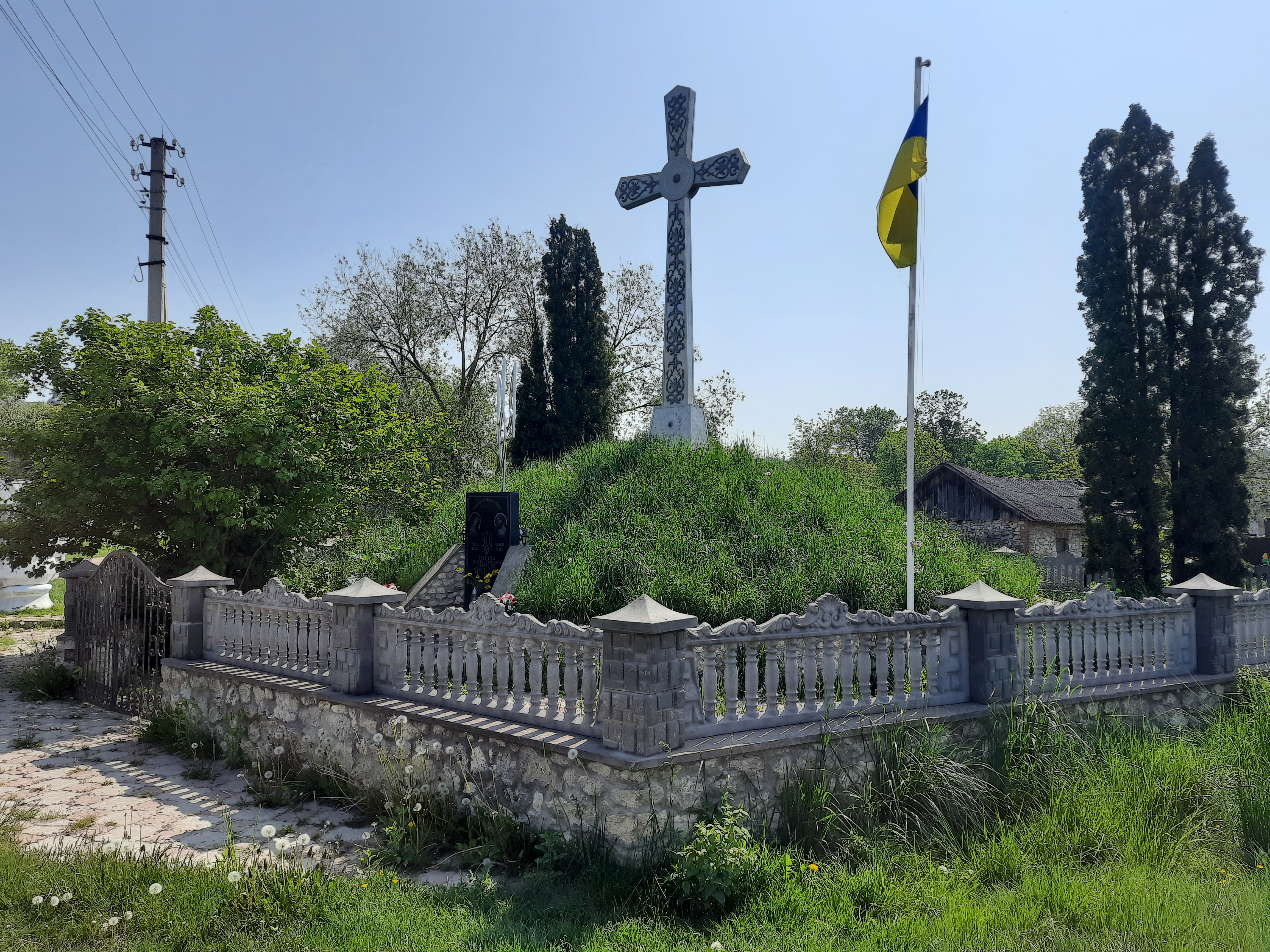
Пам'ятник борцям за волю України